# 구산면
구산면(龜山面)은 대한민국 경상남도 창원시 마산합포구의 면이다.

## 연혁
- 구산면은 신라때 성법부곡이라 불렀으며, 고려에 와서 구산현으로 승격. 공양왕 때 칠원현에 속함
- 조선 고종 32년(1895년) 칠원군 구산면이라 칭함
- 1908년 칙령 제69호로 창원군에 편입
- 1910년 다시 마산부에 편입
- 1914년 다시 창원군에 이속
- 1973년 행정구역 조정으로 예곡, 우산, 현동, 덕동 4개리는 마산시에 편입돼, 수정, 유산, 마전, 석곡, 옥계, 반동, 구복, 심리, 남포, 내포등의 10개리는 창원군 관할에 둠
- 1995.01.01. : 시·군 통합으로 마산시에 편입되어 합포구 구산면이 됨.
- 1998.12.18. : 대지 면적 3,479.6m2, 연면적 1,178.48m2, 지상 3층, 부속 건물 1개소 규모로 구산면사무소 신축.
- 2001.01.01. : 마산시 조례 제425호 구청제 폐지로 마산시 구산면으로 개칭
- 2010.07.01. : 창원·마산·진해의 3개시가 하나로 통합하여 창원시로 출범함에 따라 창원시 마산합포구 구산면으로 변경[1]

## 행정 구역
- 유산리(柳山里)
- 마전리(麻田里)
- 석곡리(石谷里)
- 수정리(水晶里)
- 내포리(內浦里)
- 옥계리(玉溪里)
- 반동리(盤洞里)
- 구복리(龜伏里)
- 심리(深里)
- 난포리(藍浦里)

## 주요 시설
- 마산 로봇랜드

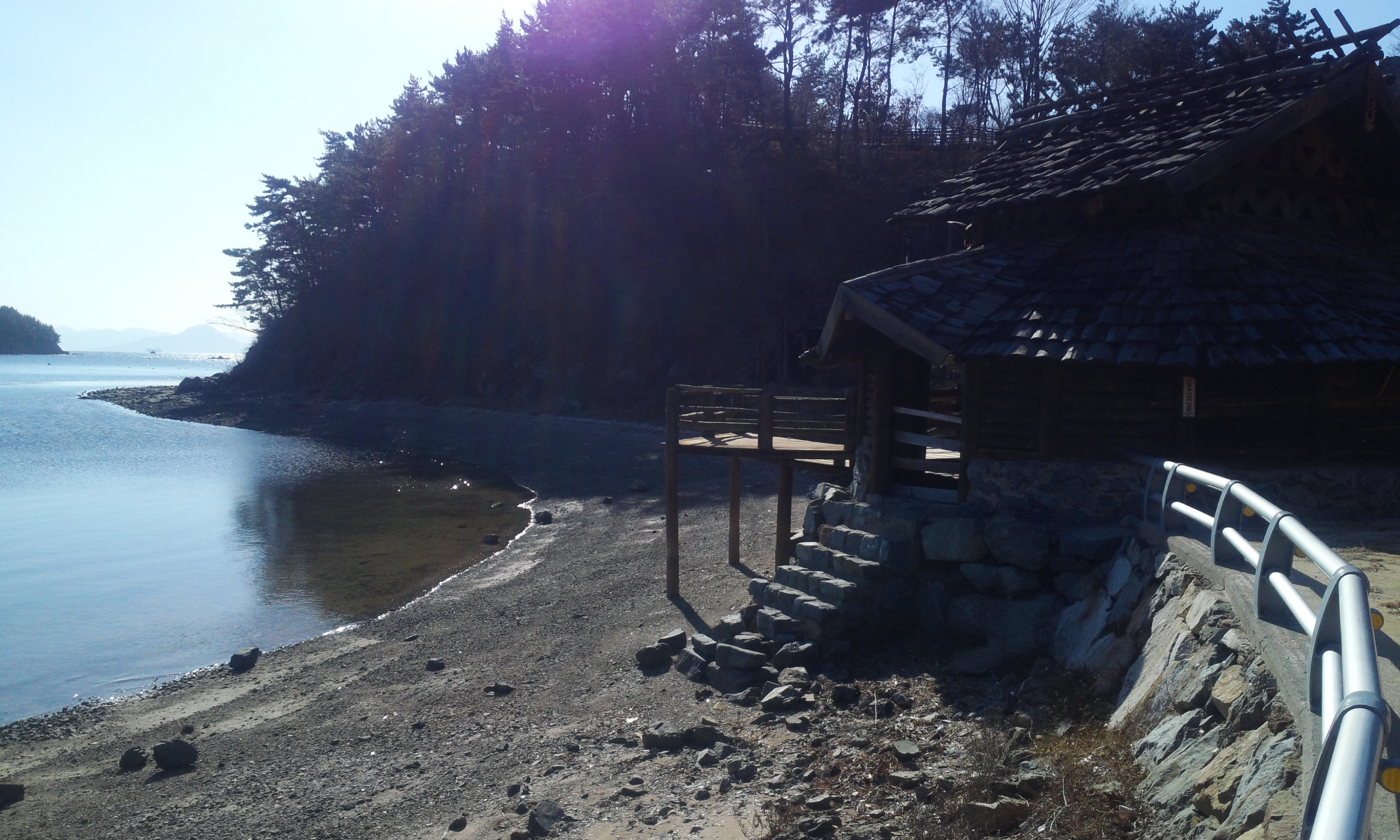
석곡리 해양드라마세트장

- 해양드라마세트장: 석곡리에는 ‘김수로’, ‘무신’, ‘육룡이 나르샤’ 등의 드라마 촬영장이었던, 해양드라마세트장이 위치해 있다.

## 학교
| 학교명                | 소재지                             | 비고                                     |
| --------------------- | ---------------------------------- | ---------------------------------------- |
| 구산초등학교          | 구산면 수정3길 8 (수정리)          |                                          |
| 구산초등학교 구서분교 | 구산면 해양관광로 739 (마전리)     |                                          |
| 반동초등학교          | 구산면 해양관광로 1460-14 (반동리) |                                          |
| 반동초등학교 구복분교 | 구산면 해양관광로 1817 (구복리)    | 1997년 폐교                              |
| 반동초등학교 옥계분교 | 구산면 옥계로 328 (옥계리)         | 1999년 폐교                              |
| 반동초등학교 욱곡분교 | 구산면 내포리 964-1                | 1999년 폐교                              |
| 반동초등학교 원전분교 | 구산면 원전1길 29-21 (심리)        | 1999년 폐교                              |
| 구산중학교 구남분교   | 구산면 이순신로 7 (반동리)         | 2019년 본교에서 격하                     |
| (구) 구산중학교       | 구산면 구산로 548 (수정리)         | 2019년 현동지구로 교사 이전 및 본교 승격 |
| 창원동백학교          | 구산면 반동길 370 (반동리)         |                                          |

## 참조
1. ↑  마산합포구 구산면 연혁